# Morell buixot
El morell buixot, ànec buixot o simplement buixot (Aythya marila) és una espècie d'ocell de la família dels anàtids (Anatidae) que cria als llacs de la tundra de la zona holàrtica i que a l'hivern es desplaça cap al sud, visitant tant zones d'aigua dolça com costaneres, arribant per les costes del Pacífic fins a Califòrnia i el sud de la Xina, a l'Atlàntic fins a Bretanya i el nord de Florida, a més dels Grans Llacs d'Amèrica del Nord i els mars Caspi i Negre.